# Kongregace Dcer Panny Marie Pomocnice
Kongregace Dcer Panny Marie Pomocnice (italsky Figlie di Maria Ausiliatrice, latinsky Congregatio Filiarum Mariae Auxiliatricis, zkratka FMA) je řeholní společenství založené sv. Janem Boskem a sv. Marií Dominikou Mazzarellovou. Sestry z této kongregace se nazývají zkráceně salesiánky.

## Činnost řádu

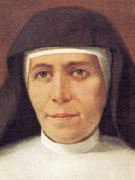
Sv. Maria Dominika Mazzarello

Podobně jako se salesiáni zaměřují na výchovu chlapců, tak se salesiánky zaměřují na výchovu dívek v duchu preventivního systému Jana Boska. Současnou generální představenou je od roku 2008 Yvonne Reungoat.
V Česku působí v roce 1995 založená Česko-litevská vizitatorie (od roku 2009 ustanovená za inspektorii), která i s litevskou částí čítala v roce 2009 39 sester v 8 komunitách, šesti českých a dvou litevských. Představenou inspektorie je od roku 2015 Jana Svobodová.